# L'occhio (romanzo)
L'occhio è un romanzo breve di Vladimir Nabokov pubblicato originariamente nel 1930 in russo. Venne tradotto in inglese dal figlio Dmitri Nabokov nel 1965. In italiano è uscita una prima traduzione di Bruno Oddera nella collana Medusa di Mondadori nel 1967, quindi per Adelphi, nella nuova traduzione di Ugo Tessitore nel 1998.
Come in diverse opere giovanili di Nabokov, i personaggi sono principalmente russi emigrati in Europa, in particolare a Berlino. In questo caso il romanzo è ambientato in due case dove un giovane insegnante russo è in affitto.
Il romanzo inizia dopo il tentato suicidio del protagonista. Dopo la sua presunta morte, il suo "occhio" osserva un gruppo di emigrati russi cercando di scoprire le opinioni che essi hanno sul personaggio di Smurov, attorno al quale regna incertezza e sospetto.
Il romanzo si occupa principalmente del concetto di identità e della costruzione sociale dell'identità nelle opinioni e reazioni degli altri. Smurov è considerato un impostore, un nobile, una canaglia, un ladro e una spia negli occhi dei vari personaggi. Il protagonista raccoglie con attenzione queste osservazioni, e prova a costruirsi un'immagine stabile di Smurov. Solo alla fine si scopre che Smurov non è altro che il narratore stesso.

## Edizioni italiane
- trad. Bruno Oddera, Milano: Mondadori (collana "Medusa"), 1967
- trad. Ugo Tessitore, Milano: Adelphi (collana "PBA"), 1998 ISBN 8845913937
  - stessa trad. in Romanzi, Adelphi (coll. "La Nave Argo" n. 10), 2008 ISBN 9788845922954